# Oblast' di Brjansk
L'oblast' di Brjansk (in russo Бря́нская о́бласть?, Brjanskaja oblast') è un'oblast' della Russia situata tra la pianura russa e la parte ovest del Rialto centrale russo.
La provincia ospita un importante mercato per il grano, il legname e la canapa prodotti localmente. Inoltre, è presente un'industria ben sviluppata nei settori dell'acciaio, della meccanica, del vetro e del cemento.

## Storia
Brjansk era già capitale di un principato indipendente (XIII-XIV secolo) fu poi occupata dai lituani. Fu inglobata nell'Impero russo nel 1503.

## Città importanti
Capoluogo dell'oblast' è Brjansk; altre città di un certo rilievo sono:
- Klincy
- Novozybkov
- Sel'co
- Djat'kovo
- Karačev
- Starodub
- Uneča
- Žukovka

Nel territorio dell'oblast' si trovano le rovine di Vščiž, città esistita fino al XIII secolo.

## Geografia antropica

### Suddivisioni amministrative

#### Rajon
La oblast' di Brjansk comprende 27 rajon (fra parentesi il capoluogo; sono indicati con un asterisco i capoluoghi non direttamente dipendenti dal rajon ma posti sotto la giurisdizione della oblast'):
- Brasovskij (Lokot')
- Brjanskij (Gliniščevo - Brjansk*)
- Djat'kovskij (Djat'kovo)
- Dubrovskij (Dubrovka)
- Gordeevskij (Gordeevka)
- Karačevskij (Karačev)
- Kletnjanskij (Kletnja)
- Klimovskij (Klimovo)
- Klincovskij (Klincy*)
- Komaričskij (Komariči)
- Krasnogorskij (Krasnaja Gora)
- Mglinskij (Mglin)
- Navlinskij (Navlja)
- Novozybkovskij (Novozybkov*)

- Počepskij (Počep)
- Pogarskij (Pogar)
- Rognedinskij (Rognedino)
- Sevskij (Sevsk)
- Starodubskij (Starodub)
- Suražskij (Suraž)
- Suzemskij (Suzemka)
- Trubčevskij (Trubčevsk)
- Unečskij (Uneča)
- Vygoničskij (Vygoniči)
- Žirjatinskij (Žirjatino)
- Zlynkovskij (Zlynka)
- Žukovskij (Žukovka)

#### Città
I centri abitati della oblast' che hanno lo status di città (gorod) sono 16 (in grassetto le città sotto la diretta giurisdizione della oblast', che costituiscono una divisione amministrativa di secondo livello):
- Brjansk
- Djat'kovo
- Fokino
- Karačev
- Klincy
- Mglin
- Novozybkov
- Počep

- Sel'co
- Sevsk
- Starodub
- Suraž
- Trubčevsk
- Uneča
- Zlynka
- Žukovka

#### Insediamenti di tipo urbano
I centri urbani con status di insediamento di tipo urbano sono invece 24 (al 1º gennaio 2010):
- Altuchovo
- Belaja Berëzka
- Belye Berega
- Bol'šoe Polpino
- Bytoš'
- Dubrovka
- Ivot
- Kletnja

- Klimovo
- Kokorevka
- Komariči
- Krasnaja Gora
- Ljubochna
- Lokot'
- Mirnyj
- Navlja

- Pogar
- Radica-Krylovka
- Ramasucha
- Rognedino
- Star'
- Suzemka
- Vygoniči
- Vyškov